# Pompagnon
De Pompagnon is een kleine berggroep in de Dolomieten ten noorden van de bekende wintersportplaats Cortina d'Ampezzo. Tussen de Pompagnon en de volgende bergen van de Cristallogroep ligt het onbewoonde dal Val Grande. Het hoogste punt van de Pompagnon wordt gevormd door de 2450 meter hoge Croda di Pomagagnom, die een centrale ligging in het gebergte heeft. Aan de zuidzijde ligt een via ferrata, die vanuit het dal van de Boite omhoog gaat naar de Forcella de Zumeles (2075 m). Ondanks de beperkte hoogte van toppen is de Pompagnon toch indrukwekkend door de loodrechte 650 meter hoge wanden.